# Descrição documental de fotografias
No âmbito das ciências da documentação e da informação, a descrição documental de fotografias pode ser realizada através de diferentes métodos, que variam entre as normas da arquivística, nas quais se destaca a ISAD(G), e nas normas da biblioteconomia, como as AACR2 e as ISBD.
A partir da década de 90 do século XX, surgiram várias propostas para a criação de um método especificamente dedicado à descrição de documentação fotográfica, no qual se destaca o modelo europeu SEPIADES.

## Análise e descrição documental
A operação de descrição documental consiste na representação dos acervos documentais, através da sua referência (elementos identificativos) e outros elementos relativos à sua génese e estrutura, tendo como objetivo principal o controlo e a comunicação dos documentos.
No que diz respeito à fotografia, interessa reunir dados relativos à autoria, o sujeito / objeto, as características da captura, o local, a data, os objetivos por detrás da captura / reportagem, entre outros. Estes dados são essenciais para a análise documental, que pode assim ser realizada a partir de três pontos de vista:
1. Identificação geral: dados imprescindíveis e nem sempre disponíveis (autoria, título, data, etc.).
2. Características técnicas: processo fotográfico e composição da imagem (película, sensibilidade, formato, etc.).
3. Descrição de conteúdos: estudo e análise de conteúdos que afetam os seus significados (descrição do fundo, contextualização, etc.).[2]

## Métodos normalizados de descrição
Os métodos descritivos em uso dependem da tipologia e/ou natureza das instituições detentoras de documentação fotográfica, que podem ser arquivos, bibliotecas ou museus. De uma forma geral, estas instituições tendem a utilizar para a fotografia os mesmos métodos que utilizam para a maioria do seu acervo documental e/ou museológico.
No entanto, atualmente destacam-se três tipos de métodos descritivos: as normas ISBD e AACR2 (no caso de se tratar as fotografias como documentos bibliográficos) e a norma ISAD(G) (no caso de se tratar o acervo fotográfico como documentação arquivística). Cada um destes métodos apresenta diferentes características, nomeadamente no que diz respeito ao tratamento da documentação fotográfica.

### ISBD
A Descrição Bibliográfica Internacional Normalizada / International Standard Bibliographic Description  (ISBD) surgiu em 1969 pela Federação Internacional de Associações e Instituições Bibliotecárias / International Federation on Library Associations and Institutions (IFLA) com o objectivo de estabelecer normas para a forma e conteúdo da descrição bibliográfica a nível internacional.
Em 1971 foi publicada a primeira norma, a ISBD(M) para a descrição de monografias. Sucessivos desenvolvimentos levaram à publicação de descrições normalizadas para outros tipos de materiais bibliográficos (denominadas ISBD parcelares) nos quais destacamos, no âmbito do nosso trabalho, a ISBD(NBM) para materiais não-livro (International Standard Bibliographic Description for Non-Book Materials) publicada pela primeira vez em 1977.
Apesar de existirem várias ISBD parcelares, dedicadas a distintos tipos especializados de material bibliográfico, todas têm em comum a mesma estrutura, que possibilitam a descrição de item a item: uma monografia, uma publicação periódica, um analítico, uma colecção fotográfica, uma fotografia individual, etc.
Mais recentemente, em 2003, a IFLA decidiu avançar com a reunião num único documento de todas as ISBD parcelares existentes, surgindo assim a edição consolidada da ISBD, cuja versão preliminar foi lançada em 2007 e depois em 2010 foi publicada a respectiva versão draft.
As descrições bibliográficas realizadas segundo a ISBD distribuem-se por oito zonas possíveis (nove, segundo a ISBD consolidada), que são as seguintes: zona da forma do conteúdo e do tipo de material; zona do título e menção de responsabilidade; zona da edição; zona do tipo e extensão do recurso; zona da publicação; zona da colação; zona da colecção; zona das notas; e zona do número internacional normalizado (ISBN ou ISSN, não aplicável às fotografias) e das condições de aquisição / preço. Cada área possibilita um número variável de elementos descritivos.

### AACR2
Em paralelo à acção da IFLA com a criação da ISBD, os países de cultura anglófona desenvolveram uma outra norma para a documentação bibliográfica, o Código de Catalogação Anglo-Americanas / Anglo-American Cataloguing Rules (AACR), publicado pela primeira vez em 1967.
Em 1978 foi publicada a segunda edição, denominada AACR2, que já foi revista em diferentes momentos, nos quais se destacam as revisões publicadas em 1988, 2002 e 2005.
No que diz respeito à descrição da documentação fotográfica, o código AACR2 não apresentam diferenças notórias em relação à ISBD.

### ISAD(G)
No domínio da arquivística, o modelo de descrição documental adoptado internacionalmente é a Norma Geral Internacional de Descrição Arquivística / General International Standard Archival Description (ISAD(G)).
Esta norma foi desenvolvida pelo Conselho Internacional de Arquivos / International Council on Archives (ICA), e foi publicada pela primeira vez em 1994. Depois de trabalhos de revisão, foi publicada em 2000 a segunda edição.
A norma ISAD(G) estabelece directrizes gerais para a descrição arquivística, mas deve ser usada em conjunto com normas ou recomendações nacionais existentes. No caso português, o instrumento de trabalho conforme com a norma ISAD(G) são as Orientações para a Descrição Arquivística (ODA), desenvolvidas pela Direcção Geral de Arquivos cuja segunda versão, e actualmente em vigor, foi publicada em 2007.
As regras ISAD(G) possibilitam a descrição arquivística segundo 26 elementos, organizados em sete áreas de informação descritiva: área de identificação; área de contextualização; área de conteúdo e estrutura; área de condições de acesso e de uso; área de fontes relacionadas; área de notas; e área de controlo da descrição.
Ao contrário das descrições bibliográficas (caso da ISBD e AACR2) onde a descrição é feita item a item, a descrição arquivística é multi-nível, isto é, procede do geral para o particular, de acordo com o princípio da proveniência ou princípio do respeito pela ordem original. Desta forma, qualquer descrição está interligada com a descrição da unidade arquivística hierarquicamente acima. A descrição multi-nível será de facto mais apropriada para a documentação em causa, já que a produção fotográfica está mais próxima da produção documental arquivística: a produção emana de uma fonte emissora, seja uma pessoa individual ou um organismo coletivo, e em grande parte dos casos, as fotografias surgem agrupadas em reportagens, equivalentes a processos ou documentos compostos, na nomenclatura de arquivística.

## Propostas para métodos dedicados à fotografia
Apesar da possibilidade das fotografias serem descritas de acordo com métodos da arquivística e da biblioteconomia, as características próprias da fotografia enquanto documento (tanto ao nível das suas propriedades materiais como também ao nível da comunicação visual) levaram à criação de vários modelos específicos para a descrição da documentação fotográfica.
Entre vários exemplos, destacam-se os seguintes projectos:
- programa ApcImatge (desenvolvido na Catalunha em 1990, pelo CRDI - Centre de Recerca i Difusió de la Imatge del Ayuntamiento de Girona);
- modelo FOTIOS (desenvolvido em 1995 na Holanda, pelo NFg - Nederlands Fotogenootschap / Dutch Photo Society);
- e o modelo SEPIADES (publicado em 2003 e desenvolvido no âmbito do projecto europeu SEPIA).[10]

### SEPIADES
Em 1994 foi criada a European Commission on Preservation and Access (ECPA), para a promoção de actividades relacionadas com a preservação e acesso à documentação existente nos arquivos e bibliotecas no continente europeu. Esta comissão, com sede em Amsterdão, dará início em 1998 ao projecto Saveguard European Photographic Images for Access (SEPIA), dedicado à preservação e digitalização de colecções fotográficas.
Um grupo de trabalho dedicado à descrição documental, no âmbito deste projecto, dedicou-se ao estudo de modelos descritivos (campos e sua descrição), de programas de software para estruturas descritivas e também em soluções para pesquisa na Internet. Desta forma, serão publicadas em 2003 as recomendações SEPIADES (SEPIA Data Element Set) para a descrição de documentação fotográfica.
O modelo SEPIADES não pretende substituir modelos de descrição já existentes (como é o caso da ISAD(G), ISBD ou AACR), sendo que o seu desenvolvimento teve em vista a sua adaptação às necessidades e requisitos de qualquer instituição detentora de acervos fotográficos. No entanto, este modelo está preparado para a sua utilização enquanto ferramenta independente no âmbito da descrição documental.
Relativamente à sua estrutura, o modelo SEPIADES possibilita a descrição multi-nível, tal como a ISAD(G) para a descrição de materiais fotográficos. O nível mais elevado na estrutura do SEPIADES é o institute, que pode conter várias collections. Cada collection  pode conter vários groupings e estes vários single items, sucessivamente.
A descrição da documentação fotográfica realizada de acordo com o modelo SEPIADES pode ser feita em cinco níveis diferentes de descrição (institute, acquisition, collection, grouping e single item), sendo em que cada uma destes níveis podem existir até três áreas de descrição: administration (com informação relativa à organização e gestão do arquivo, como número, localização, data de aquisição, restrições de acesso, etc.), provenance (com informação relativa à origem e aquisição, como produtor, data de entrada, estatuto na instituição, etc.) e material (com informação relativa ao material descrito, características visuais e físicas, quantidade, tipos de materiais, etc.).